# Агра (Оклахома)
Агра (англ. Agra) — місто (англ. town) в США, в окрузі Лінкольн штату Оклахома. Населення — 311 особа (2020).

## Географія
Агра розташована за координатами 35°53′42″ пн. ш. 96°52′13″ зх. д. / 35.89500° пн. ш. 96.87028° зх. д. (35.895068, -96.870188).  За даними Бюро перепису населення США в 2010 році місто мало площу 0,97 км², уся площа — суходіл.

## Демографія
Згідно з переписом 2010 року, у місті мешкало 339 осіб у 127 домогосподарствах у складі 85 родин. Густота населення становила 349 осіб/км².  Було 152 помешкання (157/км²).
Расовий склад населення:
| - 86,1 % — білих - 4,4 % — корінних американців - 0,3 % — чорних або афроамериканців |

До двох чи більше рас належало 8,6 %. Частка іспаномовних становила 2,1 % від усіх жителів.
За віковим діапазоном населення розподілялося таким чином: 27,4 % — особи молодші 18 років, 54,6 % — особи у віці 18—64 років, 18,0 % — особи у віці 65 років та старші. Медіана віку мешканця становила 35,5 року. На 100 осіб жіночої статі у місті припадало 94,8 чоловіків;  на 100 жінок у віці від 18 років та старших — 100,0 чоловіків також старших 18 років.
Середній дохід на одне домашнє господарство  становив 39 904 долари США (медіана — 31 250), а середній дохід на одну сім'ю — 43 394 долари (медіана — 36 250). Медіана доходів становила 31 250 доларів для чоловіків та 22 125 доларів для жінок. За межею бідності перебувало 27,0 % осіб, у тому числі 48,1 % дітей у віці до 18 років та 4,9 % осіб у віці 65 років та старших.
Цивільне працевлаштоване населення становило 102 особи. Основні галузі зайнятості: освіта, охорона здоров'я та соціальна допомога — 25,5 %, роздрібна торгівля — 17,6 %, виробництво — 17,6 %.